# Pentilformiat
Pentilformiat je brezbarvna tekočina s sadnim vonjem, ki je zelo vnetljiva. Pri vdihavanju ali absorpciji skozi kožo lahko povzroči zastrupitev. Vdihavanje ali stik s to snovjo lahko draži ali peče kožo in oči. Pri požaru lahko nastanejo dražilni, jedki in strupeni plini, hlapi (pare) pa lahko povzročijo omotičnost ali dušenje. Širjenje požra lahko povzroči onesnaženje.

## Identifikacija snovi ali pripravka:
Identifikacija snovi ali pripravka:
Pentilformiat je brezbarvna oz. bledo rumena bistra tekočina s sadnim vonjem.
Slovensko kemijsko ime: AMIL FORMIAT
Sinonim: PENTIL FORMIAT
Molekulska formula: C6H12O2
Racionalna fomula: HCOO (CH2)4 CH3
Angleško ime: amyl formate
Nemško ime: amylformiat
UN število: 1109
 Uporaba snovi ali pripravka:
To snov lahko najdemo v jabolkah, v jagodah, v paradižnikih, v medu in v žganih pijačah, industrijsko se pa uporablja v brezalkoholnih pijačah, v slaščicah in v žvečilnih gumijih. Najdemo jo tudi v cigaretih in tobaku in je odobren živilski dodatek.

## Ugotovitve o nevarnih lastnostih:
Napotki za nevarnost:
Zelo lahko vnetljivo: zelo lahko se vname zaradi gretja, iskre ali plamena. 
Nevarnost požara in eksplozije:
Hlapi (pare) lahko tvorijo eksplozivne zmesi z zrakom. Hlapi (pare) so težji od zraka. Ti se širijo ob tleh in kopičijo v nižjih predelih in zaprtih prostorih (kanalizacija, zbiralniki, kleti). Obstaja nevarnost eksplozije par (hlapov) v zaprtih in odprtih prostorih. Če je snov označena z oznako ˝P˝, potem lahko spremeni svojo kemijsko sestavo (polimerizira), če se segreva ali če je v ognju. Iztekanje v kanalizacijo lahko povzroči požar ali eksplozijo. Kontejner lahko eksplodira pri segrevanju. Nekatere tekočine so lažje od vode.
Nevarnost za zdravje:
Lahko povzroči zastrupitev pri vdihavanju ali absorpciji skozi kožo. Vdihavanje ali stik s snovjo lahko draži ali peče kožo in oči. Pri požaru lahko nastanejo dražilni, jedki in/ali strupeni plini. Hlapi (pare) lahko povzročijo omotičnost ali dušenje. Širjenje požra lahko povzroči onesnaženje.

## Ukrepi za prvo pomoč:
Izpostavljenost (vdihavanje, zaužitje ali stik s kožo) snovi ima lahko kasnejše posledice. Premaknite ponesrečenca na sveži zrak. Poškodovanca pokrijte in pustite počivati. Poskrbite, da je medicinsko osebje seznanjeno z nevarnostjo in zagotovite uporabo ustrezne varovalne opreme.
Vdihovanje
Uporabite kisik, če je dihanje oteženo. Nudite umetno dihanje, če ponesrečenec ne diha.
Zaužitje
Stik s kožo in očmi:
V primeru stika s snovjo takoj izpirajte kožo ali oči s tekočo vodo najmanj 20 minut. Umijte kožo z milom in vodo. Odstranite in izolirajte kontaminirano obleko in obutev.

## Ukrepi ob požaru:
Posebne nevarnosti
POZOR: snov ima zelo nizko temperaturo vrelišča. Uporaba razpršene vode za gašenje požara bo mogoče neučinkovita.
Primerna sredstva za gašenje
Pri majhnem požaru se uporablja prah, CO2, razpršena voda ali alkoholno obstojna pena. Ne uporabljajte prahu za gašenje požarov, če je goreča snov nitrometan ali nitroetan. Pri velikem požaru pa se uporablja razpršena voda, vodna megla ali alkoholno obstojna pena. Ne uporabljajte polnega vodnega curka. Premaknite kontejner iz območja požara, če je to varno. Pri gorečih kamionih ali cisternah je potrebno gasiti z velike oddaljenosti; uporabljajte vodne topove. Hladite kontejner z velikimi količinami vode, tudi potem, ko ne gori več. Umaknite se takoj, če slišite čudne zvoke ali opazite, da se spreminja barva cisterne ali kontejnerja. Vedno se odmaknite od goreče cisterne. Pri velikih požarih uporabljajte vodne topove in od daleč nanašajte vodo na požar; če je to nemogoče, se umaknite in pustite ogenj goreti.
Posebna zaščitna oprema za gasilce:
Izolirni dihalni aparat (IDA), gasilska zaščitna obleka pa je priporočljiva samo v primeru požara, v drugih situacijah je namreč neučinkovita.

## Ukrepi ob nezgodnih izpustih
Previdnostni ukrepi, ki se nanašajo na ljudi:
Ob razlitju oz. razsutju ali ob iztekanju odstranite vse vire vžiga (ne kadite, odstranite iskrenje in plamen v neposredni okolici). Vsi pripomočki, ki jih uporabljate pri delu, morajo biti ozemljeni. Ne dotikajte se ali hodite po razsuti/razliti snovi. Zaustavite iztekanje, če je to brez nevarnosti. Preprečite vstop v vodne vire, kanalizacijo, kleti ali zaprte prostore. Uporabite gasilno peno za zmanjšanje količine hlapov (par). Absorbirajte ali prekrijte s suho zemljo, peskom ali drugim negorljivim materialom ter prenesite v zbiralnik. Uporabite neiskreče orodje za pobiranje absorbirane snovi. V primeru večjega razlitja zajezite razlitje za kasnejšo oskrbo in odstranjevanje. Razpršena voda zmanjša nastajanje hlapov (par), ne prepreči pa nevarnosti vžiga v zaprtih prostorih.
Ekološki zaščitni ukrepi
Ne sme se spuščati v kanalizacijo.

## Ravnanje z nevarno snovjo/pripravkom in skladiščenje
Ravnanje
Področje razsutja ali iztekanja izolirajte takoj 50 m v vseh smereh. Ne pustite blizu nepooblaščenih oseb. Ostanite v zavetrju. Ne zadržujte se v nižjih predelih. Prezračite zaprte prostore pred vstopom. V primeru razlitja ali razsutja evakuirajte ljudi v razdalji 300 metrov v vseh smereh. Če gori železniški vagon, cisterna ali priklopnik, izolirajte 800 m v vseh smereh; prav tako evakuirajte ljudi v polmeru 800 m in izvedite ukrepe varovanja ter reševanja.
 Skladiščenje
Posode moraj biti tesno zaprte in hranjene v hladnem, dobro zračnem prostoru.

## Fizikalne in kemijske lastnosti
Agregatno stanje: tekoče
Barva: brezbarvna oz. bledo rumena, bistra
Vonj: saden
Vrelišče: 130 °C
Tališče: -73 °C
Parni tlak: 70 h Pa
Plamenišče: 26 °C
Eksplozivno območje: 1,7 - 10 vol. %

## Toksikološki podatki
Zelo dražilno.

## Transportni podatki
Transportni razred: 3

## Zakonsko predpisani podatki o predpisih
| Opozorilni stavki (R)                         | Obvestilni stavki (S)                                                                |
| --------------------------------------------- | ------------------------------------------------------------------------------------ |
| R 10 - vnetljivo, lahko gorljivo.             | S 02 - držati izven dosega otrok.                                                    |
| R 36/37 - dražljivo za oči in dihalni sistem. | S 26 - če pride v stik z očmi, splakniti z veliko vode in poiskati zdravniško pomoč. |
|                                               | S 36/39 - nosite primerna oblačila in zaščito za obraz in oči.                       |

Pravne in fizične osebe, ki izpolnjujejo pogoje po tem zakonu za proizvodnjo, skladiščenje ali opravljanje prometa s kemikalijami in vsi, ki jih uporabljajo ali z njimi ravnajo, morajo zagotavljati kemijsko varnost.